# قبرس در المپیک تابستانی ۲۰۲۴
کاروانی المپیکی متشکل از ورزشکاران قبرس، در بازی‌های المپیک تابستانی ۲۰۲۴ شرکت کرد. این دوره از بازی‌ها از ۲۶ ژوئیه تا ۱۱ اوت ۲۰۲۴ (۵ تا ۲۱ امرداد ۱۴۰۳ خورشیدی) به میزبانی پاریس، پایتخت فرانسه برگزار شد. این حضور، دوازهمین حضور قبرسی‌ها در بازی‌های المپیک بود.
یک مدال نقرهٔ کسب شده در بخش قایقرانی، قبرس را در رتبه‌بندی این دوره از المپیک به مقام هفتاد و چهارم رساند.

## مدال‌آوران
| مدال | نام            | ورزش     | رویداد        | تاریخ |
| ---- | -------------- | -------- | ------------- | ----- |
| نقره | پاولوس کونتیدس | قایقرانی | ایلکا ۷ مردان | ۷ اوت |

## شرکت‌کنندگان
ورزشکاران قبرس در رشته‌های زیر شرکت کردند.
| ورزش             | مردان | زنان | کل |
| ---------------- | ----- | ---- | -- |
| دو و میدانی      | ۱     | ۲    | ۳  |
| دوچرخه‌سواری      | ۰     | ۱    | ۱  |
| شمشیربازی        | ۱     | ۰    | ۱  |
| ژیمناستیک        | ۱     | ۱    | ۲  |
| جودو             | ۰     | ۱    | ۱  |
| قایقرانی بادبانی | ۲     | ۲    | ۴  |
| تیراندازی        | ۰     | ۱    | ۱  |
| شنا              | ۱     | ۱    | ۲  |
| کل               | ۶     | ۹    | ۱۵ |